# Arthur J. Finkelstein
Arthur Jay Finkelstein (18 mai 1945-18 août 2017), sondeur et consultant politique. Il a été influent dans les élections américaines de 1968 à 1994.
Il a aidé pendant plus de trois décennies les candidats de la droite républicaine pour ensuite s'ouvrir à l'international (Canada, Israël, Europe Centrale).
Parmi les hommes politiques qu'il a contribué à faire élire, on peut citer Richard Nixon, Ronald Reagan, Benyamin Netanyahou ou encore Viktor Orbán.

## Biographie

### Jeunesse
Finkelstein est issu de la classe moyenne de Brooklyn (New York). Ses parents ont migré de l'Europe de l'Est. Dès ses années d'étude à l'université de Colombia, il est bénévole pour le Draft Goldwater Committee(comité visant  à instituer le sénateur de l'Arizona Goldwater comme candidat aux présidentielles de 1964). Il est diplômé du Queens College en sciences politiques et en économie en 1967.
Dans ses première années il travaille comme programmeur au département d'analyses de données du New York Stock Exchange.

### Carrière
Dès le début des années 1970, associé au mentor F.Clifton White, il travaille avec succès pour l'élection d'un sénateur républicain: James L. Buckley. Ensuite il devient un des sondeurs dans la candidature de Richard Nixon à sa réélection (1971-1972).
Finkelstein et White se séparent au milieu des années 1970 et il fonde sa propre entreprise de consulting Arthur J. Finkelstein & Associates. Pour l'élection de 1976, White travaille pour Gerald Ford, Finkelstein pour Ronald Reagan. À cette occasion, il orchestre le retour gagnant du candidat en Caroline du Nord, moment clef pour la carrière du futur président.
À cette même époque, il est le pionnier d'une nouvelle forme de campagne, les "dépenses indépendantes" (independent expenditure, ou IE), où des mouvements lancent des campagnes de publicité ou de dénigrement de candidats en dehors des partis.
Dès 1975, il est le stratège derrière la fondation du National Conservative Political Action Committee (NCPAC), mouvement fondé par un de ses protégés Terry Dolan et visant à accompagner l'arrivée des républicains conservateurs au pouvoir. Ce mouvement atteint son apogée en lors de la campagne de 1980 en contribuant à  renverser 6 sénateurs démocrates grâce à ces "dépenses indépendantes".
Lors de la campagne présidentielle de 1981, il fait partie de l'équipe des sondeurs du candidat victorieux Ronald Reagan. Il œuvre aussi pour la campagne de réélection de 1984 mais plus en consultant média.
Un de ses principaux faits d'arme dans le début des années 1980 est l'élection d'Alfonse D'Amato au poste de sénateur de New York. Finkelstein aide Alfonse D'Amato, candidat peu connu, pour la  primaire républicaine face au sénateur en place Jacob K. Javits. D'Amato base sa campagne sur des positions ultra conservatrices. Il gagne par 56% des voix. Jacob Javits se présente alors quand même aux élections sénatoriales face à Alfonse D'Amato et à la députée démocrate Elizabeth Holtzman, d'Amato gagne alors avec 45% des voix.
À la fin des années 1980, Finkelstein se focalise sur ses activités à New York, étant originaire de Brooklyn, en conseillant des organisations de partis tant au niveau local que fédéral. Il œuvre notamment à la réélection de D'Amato malgré des sondages défavorables.

### Carrière tardive , ouverture à l'international
En 1996, Finkelstein aide Benyamin Netanyahou à battre Shimon Peres comme premier ministre dans des élections au coude à coude en Israël.
Selon The Jerusalem Post, Finkelstein a été largement responsable de la stratégie qui a mené à la victoire de Netanyahou avec des slogans en dessous de la ceinture et des campagnes négatives.
Dans les années 2000, il s'active dans plusieurs pays d'Europe Centrale( Albanie, Autriche, Bulgarie, Kosovo...).
Une de ses dernières interventions les plus notoires est l'aide à Viktor Orbán pour prendre le pouvoir en Hongrie en 2010, avec notamment la campagne orchestrée contre le milliardaire américain George Soros.

## Portrait
Finkelstein était connu pour sa capacité à définir les enjeux et à exploiter les faiblesses de ses adversaires. Sa stratégie consistait souvent à présenter les candidats démocrates comme trop libéraux pour leur électorat. Son travail a laissé une empreinte durable sur le paysage politique américain, influençant les victoires républicaines à divers niveaux électoraux.
Sa capacité à orchestrer des campagnes de dénigrement lui ont valu le sobriquet de "marchand de venin".
Giuliano da Empoli en fait un de ses ingénieurs du chaos

## Influences
Arthur J. Finkelstein a inspiré une génération de consultants, qu'il a embauchée et formée, et qu'on appelle les "Arthur Kids" ou "Arthur Boys". Parmi ceux-ci on peut citer, George Birnbaum avec lequel il était associé pour les campagnes de Benyamin Netanyahou et Viktor Orbán, Tony Fabrizio, le sondeur des campagnes gagnantes de Donald Trump en 2016 et 2024, Alex Castellanos consultant de plusieurs campagnes présidentielles républicaines....